# Котки (роман)
Вижте пояснителната страница за други значения на Котки.
„Котки“ (оригинално заглавие на немски: Felidae) е криминален роман от Акиф Пиринчи, в който основните персонажи са котки. Оригиналното заглавие Felidae е латинското име на семейство Коткови. Романът е издаден за първи път през 1989 г.

## Сюжет
Котаракът Франсис се мести в нов дом и открива, че в квартала често се случват необясними убийства на котки. Постепенно Франсис опознава новото място и обитателите му. След като разкрива някои страшни тайни от миналото, накрая той успява да стигне до тайнствения убиец.

## Поредицата „Котки“
Романът „Котки“ е добре приет и е последван от няколко продължения. Другите книги от поредицата на Акиф Пиринчи „Котки“ (Felidae) са:
- Francis. Felidae II. (1996)
- Cave Canem. Ein Felidae-Roman. (2001)
- Das Duell. Felidae-Roman. (2004)
- Salve Roma. Ein Felidae-Roman. (2005)
- Schandtat. Ein Felidae-Roman. (2007)

## Адаптации
През 1994 г. по романа „Котки“ (първата книга от поредицата) е направен едноименен немски анимационен филм. Акиф Пиринчи е съавтор на сценария.